# Iá Nassô
A ialorixá Francisca da Silva, Iyá Nassô ou Iá Nassô é uma das três fundadoras do Candomblé da Barroquinha, juntamente com outras duas iás: Iá Acalá e Iá Adetá.
Muitos tem sido os interessados em desvendar o mistério que paira sobre a origem do Candomblé Queto. Além de Pierre Verger, Vivaldo da Costa Lima, Nina Rodrigues, Edison Carneiro, entre outros, temos alguns contemporâneos como Renato da Silveira e Lisa Earl Castilho que trazem a tona muitos documentos que apontam para desmitificação desta história.

## História
Iyá Nasso a ialorixá conhecida como fundadora do Mítico Candomblé da Barroquinha, Casa Branca do Engenho Velho, Iyá Nassô Oká, juntamente com outras duas Iyás preservadas na tradição oral do Candomblé bahiano de Ketu, Iyá Akalá e Iyá Adetá, são ladeadas de mistérios e segredos em um tempo quase imemoravel.
No entanto nos últimos anos muitos tem sido os interessados em desvendar este mistério que paira sobre a origem do Candomblé de Ketu. Além de Pierre Verger, Vivaldo Costa Lima, Nina Rodrigues entre outros, temos alguns contemporâneos como Renato da Silveira e Lisa Earl Castilho que trazem a tona muitos documentos que apontam para desmitificação desta história.
A pesquisa documental de Lisa Earl Castilho, publicada pela revista Afro-Asia em sua edição 36 de 2007, baseada nos arquivos públicos da Bahia, trouxe a luz inumeros documentos como testamentos, ocorrências policiais, cartas de alforria, petições entre outros que apontam a identidade "brasileira" de Iyá Nassô, que como ja esclarecido por diversos entendidos do assunto, é o nome de um titulo da corte do Alafin de Oyo, responsável pelo culto a Sango e divindades secundarias ligadas a este no palacio de Oyo, importante cidade-estado durante séculos. Através do testamento deixado por Marcelina da Silva (Oba Tossi) em que ela descreve seu desejo em que seja celebrada in memorian missa a seus antigos senhores Jose Pedro Autran e Francisca Silva casados, moradores da Ladeira do Passo, na Freguesia do Passo em Salvador e seu filho Domingos a pesquisadora da inicio a uma serie de desenrolares na história acerca dessa figura lendária. Através de outros documentos, ela identifica que este senhores a que Marcelina (Obatossi) cita em seu testamento eram negros da Costa forros libertos, e também proprietário de escravos, já que naquela época a posse de escravos era considerado um investimento seguro e lucrativo, mesmo por parte de ex escravos, que apesar do preconceito existente ascenderam economicamente na Bahia daqueles tempos. Esta senhora e seu marido Jose Pedro Autran constam em muitos documentos principalmente em concessão de alforrias, em especial em fevereiro de 1937 que concederam mais de 15 alforrias a seus escravos inclusive Marcelina (Obatossi) e sua filha a crioula Magdalena constando mais tarde em Outubro na alfândega registros destes e seus escravos alforriados vistos para viagem a África mais especificamente a Costa como era conhecida aquela região da África naqueles tempos. Isso comprova o que diz a tradição oral a respeito da viagem a África por Iyá Nasso e Obatossi relatada por Mãe Senhora a Pierre Verger e Costa Lima.
Mas o fato motivador da viagem desta de volta a África pode ter sido por outras razões que não o de aperfeiçoar seu conhecimento a respeito do culto aos Orixás. Considerando a hipótese apontada pela pesquisadora de que Francisca Silva seria a lendária Iyá Nassó, "comprovada" por toda documentação pesquisada, esta teria saido do Brasil por conta da perseguição estabelecida pelas autoridades após a revolta do malês na Bahia, tendo seu filho como um dos suspeitos da insurreição. Ela em defesa de seu filho, Domingos, citado por Obatossi em seu testamento opta por deixar o país em troca de seu filho ser deportado. Segundo a pesquisadora após Outubro de 1837 nada mais indicava um retorno de Francisca Silva (Iya Nassô) a Bahia, tendo possivelmente falecido por lá. No entanto em meados nos anos de 1840 documentos voltam a apontar Marcelina Silva (Obatossi) tais como registros de batismo, escrituras de imóveis apontando que esta voltou da viagem a África e se estabeleceu novamente na Bahia, possivelmente assumindo o culto deixado por Iyá Nasso, e mais tarde fundando o Terreiro da Casa Branca o Ilê Axe Iyá Nasso Oka.
Na pesquisa um outro descrito interessante refere-se a prisão de seus filhos suspeitos de participantes da Revolta dos Malês, ns ocorrências policiais testemunhos de pessoas próximas da casa de Francisca Silva descreve festas com a presença de um grande numero de nagos, vestidos de branco e vermelho com colares no pescoço, cânticos em língua ioruba, possivelmente um culto a Xango já que seu outro filho Thomé possuía registro de origem, ele vinha de Oyo.
Todos estes fatos documentados apontam para uma hipótese bastante concreta de que Francisca Silva tenha sido Iya Nasso e que esta tenha de fato trazido consigo o culto a Xango e talvez outras divindades secundarias daquela região de Oyo, e tenha voltado a África sem retorno a Bahia, porem deixado para sempre seu nome registrado na história do Candomblé de Ketu, sucedida anos depois por Marcelina Silva (Obatossi) que mais tarde o lado de Iyá Adeta e Akala fundam a Casa Branca.
Concluindo todos estes fatos constatados a hipótese é de que Iyá Nasso tenha sido mesmo a Sra Francisca Silva e tenha cultuado Xango em sua própria casa até sua partida para África, permanecendo no Brasil ainda Iyá Adeta e Akala que promoviam também em suas casas cultos a Odé (Oxossi) e Aira. A outra hipótese que conclui-se é que o Candomblé da Barroquinha a que todos se referiam eram os festejos realizados no salão de festa anexo a Igreja da Barroquinha, sede da Irmandade do Martirios, aonde realizam a sombra do sincretismo festas a seus Orixás, o Candomblé como conhecemos hoje so teria passado a existir a partir da fundação da Casa Branca.

## Leituras adicionais
- Silveira, Renato da, Candomblé da Barroquinha, Editora: Maianga ISBN 8588543419
- Liza Earl Castilho / Luis Nicolau Pares - Marcelina da Silva e seu Mundo: Novos dados para um historiografia do Candomblé Ketu. Afro-Asia 36 (2007) 111, 151